# 1352 Вавель
1352 Вавель (1352 Wawel) — астероїд головного поясу, відкритий 3 лютого 1935 року.
Тіссеранів параметр щодо Юпітера — 3,328.
Названо на честь Вавеля (пол. Wawel, в перекладі з польської — пагорб) — замкового комплексу на однойменному пагорбі в місті Кракові, стародавній столиці Польщі.